# Список Героев Советского Союза (Половинкин — Попов)
В настоящем списке представлены в алфавитном порядке все Герои Советского Союза, чьи фамилии начинаются с буквы «П» (всего 940 человек, из которых 12 удостоены звания дважды и один — А. И. Покрышкин — трижды). Список содержит даты Указов Президиума Верховного Совета СССР о присвоении звания, информацию о роде войск, должности и воинском звании Героев на дату представления к присвоению звания Героя Советского Союза, годах их жизни.
- Персиковым цветом  в таблице выделены Герои, удостоенные звания дважды и более раз.
- Серым цветом  в таблице выделены Герои, представленные к званию посмертно.

| Навигационная таблица | Навигационная таблица                 |
| --------------------- | ------------------------------------- |
| «П»                   | Павкин Иван — Пантелеев Лев           |
| «П»                   | Пантелькин Анатолий — Перелёт Алексей |
| «П»                   | Перепелица Александр — Петрушин Иван  |
| «П»                   | Петрюк Василий — Плетенской Павел     |
| «П»                   | Плетнёв Пётр — Половинкин Александр   |
| «П»                   | Половинкин Валентин — Попов Николай   |
| «П»                   | Попов Павел — Просолов Иван           |
| «П»                   | Просяник Емельян — Пятяри Иван        |

| № п/п | Фамилия Имя Отчество                                                     | Дата Указа            | Род войск    | Должность | Звание                                    | Годы жизни                                   | БС ГС НЛ                        |
| ----- | ------------------------------------------------------------------------ | --------------------- | ------------ | --- | ----------------------------------------- | -------------------------------------------- | ------------------------------- |
| 583   | Половинкин Валентин Алексеевич                                           | 19.06.1943            | комиссар     | заместитель политрука 2-го отдельного батальона 10-й гвардейской стрелковой бригады 9-й армии Северо-Кавказского фронта | гвардии красноармеец                      | 27.02.1922 — 10.11.1942                      | [ БС 1 ] [ ГС 1 ] [ НЛ 1 ]      |
| 584   | Половинкин Василий Васильевич                                            | 15.01.1944            | пехота       | командир взвода роты автоматчиков 744-го стрелкового полка 149-й стрелковой дивизии 65-й армии Центрального фронта | младший лейтенант                         | 01.03.1924 — 29.04.1972                      | [ БС 1 ] [ ГС 2 ] [ НЛ 2 ]      |
| 585   | Половинко Поликарп Александрович                                         | 29.06.1945            | артиллерия   | командир батареи СУ-85 1819-го самоходного артиллерийского полка РГК в составе 49-й армии 2-го Белорусского фронта | старший лейтенант                         | 21.02.1915 — 28.01.1945                      | [ БС 1 ] [ ГС 3 ] [ НЛ 3 ]      |
| 586   | Половченя Гавриил Антонович бел. Палаўчэня Гаўрыла Антонавіч             | 05.05.1942            | танкист      | заместитель командира 141-го отдельного танкового батальона 4-й ударной армии Северо-Западного фронта | капитан                                   | 11.05.1907 — 04.06.1988                      | [ БС 1 ] [ ГС 4 ] [ НЛ 4 ]      |
| 587   | Пологов Павел Андреевич                                                  | 02.09.1943            | авиация      | штурман 737-го истребительного авиационного полка 207-й истребительной авиационной дивизии 3-го смешанного авиационного корпуса 17-й воздушной армии Юго-Западного фронта | майор                                     | 23.09.1913 — 22.11.2001                      | ——                              |
| 588   | Полозков Иван Васильевич                                                 | 19.04.1945            | пехота       | командир роты 113-го стрелкового полка 32-й стрелковой дивизии 4-й ударной армии 1-го Прибалтийского фронта | капитан                                   | 1916 — 29.01.1945                            | [ БС 1 ] [ ГС 6 ] [ НЛ 5 ]      |
| 589   | Полозов Константин Николаевич                                            | 10.04.1945            | пехота       | командир роты мотострелкового батальона 69-й механизированной бригады 9-го механизированного корпуса 3-й гвардейской танковой армии 1-го Украинского фронта | старший лейтенант                         | 26.06.1914 — 10.09.1977                      | [ БС 1 ] [ ГС 7 ] [ НЛ 6 ]      |
| 590   | Полоний Юрий Станиславович                                               | 22.02.1944            | пехота       | командир батальона 276-го гвардейского стрелкового полка 92-й гвардейской стрелковой дивизии 37-й армии Степного фронта | гвардии капитан                           | 25.12.1911 — 23.10.1955                      | [ БС 2 ] [ ГС 8 ] [ НЛ 7 ]      |
| 591   | Полонский Евгений Фёдорович                                              | 31.05.1945            | инженер      | командир взвода 4-го моторизированного понтонно-мостового полка 47-й армии 1-го Белорусского фронта | лейтенант                                 | 25.10.1924 — 29.03.1993                      | [ БС 2 ] [ ГС 9 ] [ НЛ 8 ]      |
| 592   | Полосин Алексей Иванович                                                 | 10.01.1944            | десантники   | командир отделения 2-го гвардейского воздушно-десантного полка 3-й гвардейской воздушно-десантной дивизии 60-й армии Центрального фронта | гвардии младший сержант                   | 1924 — 15.10.1943                            | [ БС 2 ] [ ГС 10 ] [ НЛ 9 ]     |
| 593   | Полтавский Евгений Николаевич                                            | 10.01.1944            | пехота       | командир взвода 465-го стрелкового полка 167-й стрелковой дивизии 38-й армии 1-го Украинского фронта | младший лейтенант                         | 28.07.1923 — 24.10.2002                      | [ БС 2 ] [ ГС 11 ] [ НЛ 10 ]    |
| 594   | Полубояров Павел Павлович                                                | 29.05.1945            | генерал      | командир 4-го гвардейского танкового корпуса 1-го Украинского фронта | гвардии генерал-лейтенант танковых войск  | 16.06.1901 — 17.09.1984                      | [ БС 2 ] [ ГС 12 ] [ НЛ 11 ]    |
| 595   | Полукаров Николай Тихонович                                              | 10.04.1945            | авиация      | командир звена 140-го гвардейского штурмового авиационного полка 8-й гвардейской штурмовой авиационной дивизии 1-го гвардейского штурмового авиационного корпуса 2-й воздушной армии 1-го Украинского фронта | гвардии лейтенант                         | 25.09.1921 — 22.05.1996                      | [ БС 2 ] [ ГС 13 ] [ НЛ 12 ]    |
| 596   | Полунин Александр Иванович                                               | 18.08.1945            | авиация      | командир эскадрильи 118-го гвардейского штурмового авиационного полка 225-й штурмовой авиационной дивизии 15-й воздушной армии 2-го Прибалтийского фронта | гвардии старший лейтенант                 | 13.10.1921 — 24.12.2005                      | [ БС 2 ] [ ГС 14 ] [ НЛ 13 ]    |
| 597   | Полунин Иван Александрович                                               | 19.04.1945            | пехота       | помощник командира взвода 1336-го стрелкового полка 319-й стрелковой дивизии 43-й армии 3-го Белорусского фронта | старший сержант                           | 25.08.1912 — 02.06.1990                      | [ БС 3 ] [ ГС 15 ] [ НЛ 14 ]    |
| 598   | Полуновский Валерий Фёдорович                                            | 11.12.1990            | авиация      | командир эскадрильи 845-го истребительного авиационного полка 269-й истребительной авиационной дивизии 14-й воздушной армии Волховского фронта | старший лейтенант                         | 15.06.1920 — 14.10.1998                      | ——                              |
| 599   | Полупанов Владимир Константинович укр. Полупанов Володимир Костянтинович | 19.04.1945            | инженер      | командир сапёрного отделения 175-го отдельного сапёрного батальона 126-й стрелковой дивизии 43-й армии 3-го Белорусского фронта | красноармеец                              | 24.01.1925 — 05.09.2018                      | [ БС 5 ] [ ГС 17 ] [ НЛ 15 ]    |
| 600   | Полухин Иван Андреевич                                                   | 31.03.1943            | пехота       | стрелок 130-го гвардейского стрелкового полка 44-й гвардейской стрелковой дивизии 1-й гвардейской армии Юго-Западного фронта | гвардии красноармеец                      | 01.07.1924 — 15.01.1943                      | [ БС 5 ] [ ГС 18 ] [ НЛ 16 ]    |
| 601   | Полушкин Пётр Алексеевич                                                 | 24.03.1945            | артиллерия   | наводчик орудия 26-й гвардейской пушечной артиллерийской бригады 8-й пушечной артиллерийской дивизии РГК в составе войск 1-го Прибалтийского фронта | гвардии сержант                           | 14.07.1924 — 19.09.2009                      | [ БС 5 ] [ ГС 19 ] [ НЛ 17 ]    |
| 602   | Полуэктов Георгий Васильевич                                             | 29.05.1945            | генерал      | командующий артиллерией 5-й гвардейской армии 1-го Украинского фронта | гвардии генерал-майор артиллерии          | 19.04.1904 — 16.04.1982                      | [ БС 5 ] [ ГС 20 ] [ НЛ 18 ]    |
| 603   | Полуэктов Степан Михайлович                                              | 17.10.1943            | инженер      | понтонёр 9-го отдельного моторизированного понтонно-мостового батальона 60-й армии Центрального фронта | ефрейтор                                  | 12.01.1918 — 14.01.1945                      | [ БС 5 ] [ ГС 21 ] [ НЛ 19 ]    |
| 604   | Полуянов Григорий Павлович                                               | 19.04.1945            | авиация      | заместитель командира эскадрильи 136-го гвардейского штурмового авиационного полка 1-й гвардейской штурмовой авиационной дивизии 1-й воздушной армии 3-го Белорусского фронта | гвардии старший лейтенант                 | 14.10.1922 — 18.03.1945                      | [ БС 5 ] [ ГС 22 ] [ НЛ 20 ]    |
| 605   | Полыгалов Василий Афанасьевич                                            | 21.07.1944            | пехота       | командир роты 419-го стрелкового полка 18-й стрелковой дивизии 7-й армии Карельского фронта | старший лейтенант                         | 14.08.1921 — 07.03.2007                      | [ БС 6 ] [ ГС 23 ] [ НЛ 21 ]    |
| 606   | Полыгалов Павел Андреевич                                                | 05.11.1944            | авиация      | штурман 22-го гвардейского авиационного полка 5-й гвардейской авиационной дивизии 4-го гвардейского авиационного корпуса Авиации дальнего действия | гвардии майор                             | 28.01.1912 — 04.10.1968                      | [ БС 7 ] [ ГС 24 ] [ НЛ 22 ]    |
| 607   | Полынин Фёдор Петрович                                                   | 14.11.1938            | авиация      | командир бомбардировочной авиационной группы советских добровольцев в Китае | полковник                                 | 20.10.1906 — 21.11.1981                      | ——                              |
| 608   | Полынкин Дмитрий Павлович                                                | 17.05.1944            | артиллерия   | наводчик орудия 689-го истребительно-противотанкового артиллерийского полка РГК в составе 5-й гвардейской танковой армии 2-го Украинского фронта | сержант                                   | 1899 — 16.01.1944                            | [ БС 7 ] [ ГС 26 ] [ НЛ 23 ]    |
| 609   | Полюсук Натан Михайлович                                                 | 15.05.1946            | комиссар     | заместитель по политической части командира батальона 1054-го стрелкового полка 301-й стрелковой дивизии 5-й ударной армии 1-го Белорусского фронта | капитан                                   | 09.04.1922 — 18.04.1945                      | [ БС 7 ] [ ГС 27 ] [ НЛ 24 ]    |
| 610   | Поляков Валерий Владимирович                                             | 27.04.1989            | космонавт    | врач-исследователь космического корабля «Союз ТМ-6» и орбитального научно-исследовательского комплекса «Мир» | —                                         | 27.04.1942 — 07.09.2022                      | ——                              |
| 611   | Поляков Василий Васильевич                                               | 22.01.1944            | морской флот | командир катерного тральщика 15-го дивизиона катерных тральщиков охраны водного района Керченской военно-морской базы Черноморского флота | мичман                                    | 14.08.1917 — 24.10.1989                      | ——                              |
| 612   | Поляков Василий Георгиевич                                               | 21.02.1945            | артиллерия   | командир орудия артиллерийской батареи 178-го гвардейского стрелкового полка 58-й гвардейской стрелковой дивизии 5-й гвардейской армии 1-го Украинского фронта | гвардии сержант                           | 1924 — 11.08.1944                            | [ БС 7 ] [ ГС 30 ] [ НЛ 25 ]    |
| 613   | Поляков Василий Трофимович                                               | 10.04.1945            | артиллерия   | командир СУ-76 1222-го самоходного артиллерийского полка 10-го гвардейского танкового корпуса 4-й танковой армии 1-го Украинского фронта | младший лейтенант                         | 06.12.1913 — 20.11.1975                      | [ БС 7 ] [ ГС 31 ] [ НЛ 26 ]    |
| 614   | Поляков Виталий Константинович                                           | 02.09.1943            | авиация      | старший лётчик 54-го гвардейского истребительного авиационного полка 1-й гвардейской истребительной авиационной дивизии 16-й воздушной армии Центрального фронта | гвардии младший лейтенант                 | 11.04.1923 — 20.11.2012                      | [ БС 9 ] [ ГС 32 ] [ НЛ 27 ]    |
| 615   | Поляков Владимир Фомич                                                   | 17.10.1943            | пехота       | командир взвода пешей разведки 212-го гвардейского стрелкового полка 75-й гвардейской стрелковой дивизии 60-й армии Центрального фронта | гвардии лейтенант                         | 14.01.1923 — 26.09.1943                      | [ БС 10 ] [ ГС 33 ] [ НЛ 28 ]   |
| 616   | Поляков Иван Васильевич                                                  | 01.07.1944            | артиллерия   | командир орудия 705-го истребительно-противотанкового артиллерийского полка 42-й армии Ленинградского фронта | старший сержант                           | 15.12.1919 — 21.08.1990                      | [ БС 10 ] [ ГС 34 ] [ НЛ 29 ]   |
| 617   | Поляков Иван Кузьмич чув. Поляков Иван Кузьмич                           | 26.10.1943            | связисты     | связист взвода связи батальона 224-го гвардейского стрелкового полка 72-й гвардейской стрелковой дивизии 7-й гвардейской армии Степного фронта | гвардии ефрейтор                          | 25.09.1922 — 02.08.1993                      | [ БС 10 ] [ ГС 35 ] [ НЛ 30 ]   |
| 618   | Поляков Иван Матвеевич                                                   | 18.11.1944            | авиация      | командир звена 907-го истребительного авиационного полка особого назначения 148-й истребительной авиационной дивизии 4-го корпуса Северного фронта ПВО | старший лейтенант                         | 11.09.1919 — 01.06.1944                      | [ БС 10 ] [ ГС 36 ] [ НЛ 31 ]   |
| 619   | Поляков Константин Илларионович                                          | 31.03.1943            | пехота       | стрелок 130-го гвардейского стрелкового полка 44-й гвардейской стрелковой дивизии 1-й гвардейской армии Юго-Западного фронта | гвардии красноармеец                      | 20.02.1924 — 15.01.1943                      | [ БС 10 ] [ ГС 37 ] [ НЛ 32 ]   |
| 620   | Поляков Леонид Евдокимович укр. Поляков Леонід Євдокимович               | 10.04.1945            | пехота       | командир батальона 388-го стрелкового полка 172-й стрелковой дивизии 13-й армии 1-го Украинского фронта | майор                                     | 27.11.1909 — 10.02.2003                      | [ БС 10 ] [ ГС 38 ] [ НЛ 33 ]   |
| 621   | Поляков Михаил Павлович                                                  | 19.03.1944            | пехота       | наводчик расчёта противотанкового ружья 453-го стрелкового полка 78-й стрелковой дивизии 8-й гвардейской армии Юго-Западного фронта | красноармеец                              | 1923 — 29.09.1943                            | [ БС 10 ] [ ГС 39 ] [ НЛ 34 ]   |
| 622   | Поляков Николай Федотович                                                | 24.03.1945            | пехота       | командир отделения 1-го стрелкового полка 99-й стрелковой дивизии 46-й армии 2-го Украинского фронта | сержант                                   | 1926 — 09.12.1944                            | [ БС 11 ] [ ГС 40 ] [ НЛ 35 ]   |
| 623   | Поляков Павел Яковлевич                                                  | 23.02.1945            | авиация      | командир звена 74-го гвардейского штурмового авиационного полка 1-й гвардейской штурмовой авиационной дивизии 1-й воздушной армии З-го Белорусского фронта | гвардии старший лейтенант                 | 26.08.1921 — 22.04.1945                      | [ БС 12 ] [ ГС 41 ] [ НЛ 36 ]   |
| 624   | Поляков Сергей Николаевич                                                | 10.02.1943            | авиация      | командир 174-го штурмового авиационного полка 5-й смешанной авиационной дивизии ВВС 23-й армии Ленинградского фронта | майор                                     | 1908 — 23.12.1941                            | [ БС 12 ] [ ГС 42 ] [ НЛ 37 ]   |
| 625   | Поляничкин Иван Иванович                                                 | 24.03.1945            | пехота       | командир отделения роты противотанковых ружей 988-го стрелкового полка 230-й стрелковой дивизии 57-й армии З-го Украинского фронта | сержант                                   | 27.01.1925 — 23.08.1944                      | [ БС 12 ] [ ГС 43 ] [ НЛ 38 ]   |
| 626   | Полянский Александр Александрович                                        | 03.02.1940            | учёные       | старший радист ледокольного парохода «Георгий Седов» Главного управления Северного морского пути | —                                         | 03.02.1902 — 05.10.1951                      | ——                              |
| 627   | Полянский Николай Алексеевич                                             | 24.04.1944            | танкист      | командир взвода средних танков Т-34 208-го танкового батальона 22-й гвардейской танковой бригады 5-го гвардейского танкового корпуса 38-й армии Воронежского фронта | гвардии лейтенант                         | 1921 — 13.10.1943                            | [ БС 12 ] [ ГС 45 ] [ НЛ 39 ]   |
| 628   | Полянский Пётр Павлович                                                  | 17.10.1943            | пехота       | стрелок 383-го стрелкового полка 121-й стрелковой дивизии 60-й армии Центрального фронта | красноармеец                              | 15.01.1924 — 22.06.1984                      | [ БС 12 ] [ ГС 46 ] [ НЛ 40 ]   |
| 629   | Полянский Степан Иванович укр. Полянський Степан Іванович                | 07.04.1940            | пехота       | командир роты 233-го стрелкового полка 97-й стрелковой дивизии 13-й армии Северо-Западного фронта | лейтенант                                 | 18.04.1913 — 10.09.1943                      | ——                              |
| 630   | Помазунов Александр Иванович укр. Помазунов Олександр Іванович           | 27.06.1945            | авиация      | старший штурман 1-й гвардейской бомбардировочной авиационной дивизии 6-го гвардейского бомбардировочного авиационного корпуса 2-й воздушной армии 1-го Украинского фронта | гвардии майор                             | 25.08.1915 — 12.05.1991                      | [ БС 14 ] [ ГС 48 ] [ НЛ 41 ]   |
| 631   | Помещик Василий Иванович                                                 | 18.08.1945            | авиация      | старший лётчик 103-го штурмового авиационного полка 230-й штурмовой авиационной дивизии 4-й воздушной армии 2-го Белорусского фронта | младший лейтенант                         | 30.12.1923 — 05.10.1975                      | [ БС 14 ] [ ГС 49 ] [ НЛ 42 ]   |
| 632   | Помукчинский Дмитрий Иванович укр. Помукчинський Дмитро Іванович         | 23.02.1945            | авиация      | заместитель командира 949-го штурмового авиационного полка 211-й штурмовой авиационной дивизии 3-й воздушной армии 1-го Прибалтийского фронта | майор                                     | 18.02.1908 15.07.1980                        | [ БС 14 ] [ ГС 50 ] [ НЛ 43 ]   |
| 633   | Понамарчук Семён Трофимович укр. Понамарчук Семен Трохимович             | 15.05.1946            | инженер      | командир отделения 16-го гвардейского отдельного сапёрного эскадрона 15-й гвардейской кавалерийской дивизии 7-го гвардейского кавалерийского корпуса 1-го Белорусского фронта | гвардии старший сержант                   | 22.07.1922 — 21.04.1978                      | [ БС 14 ] [ ГС 51 ] [ НЛ 44 ]   |
| 634   | Пономарёв Алексей Дмитриевич                                             | 15.05.1946            | кавалерия    | командир отделения 40-го гвардейского казачьего кавалерийского полка 10-й гвардейской казачьей кавалерийской дивизии 4-го гвардейского казачьего кавалерийского корпуса 2-го Украинского фронта | гвардии младший сержант                   | 1902 — 08.07.1949                            | [ БС 14 ] [ ГС 52 ] [ НЛ 45 ]   |
| 635   | Пономарёв Василий Михайлович                                             | 27.06.1945            | авиация      | заместитель командира эскадрильи и штурман 95-го гвардейского штурмового авиационного полка 5-й гвардейской штурмовой авиационной дивизии 2-го гвардейского штурмового авиационного корпуса 2-й воздушной армии 1-го Украинского фронта | гвардии старший лейтенант                 | 25.03.1921 — 27.12.2001                      | [ БС 14 ] [ ГС 53 ] [ НЛ 46 ]   |
| 636   | Пономарёв Виктор Павлович                                                | 16.10.1943            | связисты     | телефонист роты связи 205-го гвардейского стрелкового полка 70-й гвардейской стрелковой дивизии 13-й армии Центрального фронта | гвардии красноармеец                      | 03.04.1924 — 04.12.1999                      | [ БС 14 ] [ ГС 54 ] [ НЛ 47 ]   |
| 637   | Пономарёв Георгий Андреевич                                              | 04.06.1944            | танкист      | командир 242-го танкового батальона 28-й гвардейской отдельной танковой бригады 43-й армии Калининского фронта | гвардии капитан                           | 07.04.1914 — 28.09.1943                      | [ БС 14 ] [ ГС 55 ] [ НЛ 48 ]   |
| 638   | Пономарёв Дмитрий Григорьевич                                            | 14.09.1945            | морской флот | командир Петропавловской военно-морской базы Тихоокеанского флота | капитан 1 ранга                           | 03.11.1908 — 26.12.1982                      | [ БС 15 ] [ ГС 56 ] [ НЛ 49 ]   |
| 639   | Пономарёв Иван Семёнович                                                 | 22.02.1944            | пехота       | командир отделения 233-го гвардейского стрелкового полка 81-й гвардейской стрелковой дивизии 7-й гвардейской армии Степного фронта | гвардии старший сержант                   | 01.03.1922 — осень 1943 (пропал без вести)   | [ БС 15 ] [ ГС 57 ] [ НЛ 50 ]   |
| 640   | Пономарёв Михаил Петрович                                                | 07.03.1945            | морской флот | командир отделения 66-го отдельного отряда дымо-маскировки и дегазации Днепровской военной флотилии | сержант                                   | 20.11.1915 — 01.09.1992                      | [ БС 15 ] [ ГС 58 ] [ НЛ 51 ]   |
| 641   | Пономарёв Михаил Сергеевич                                               | 13.11.1951            | авиация      | командир эскадрильи 17-го истребительного авиационного полка 303-й истребительной авиационной дивизии 64-го истребительного авиационного корпуса | капитан                                   | 15.12.1920 — 26.09.2006                      | ——                              |
| 642   | Пономарёв Николай Тимофеевич                                             | 17.10.1943            | артиллерия   | командир орудия 206-го гвардейского лёгкого артиллерийского полка 3-й гвардейской лёгкой артиллерийской бригады 1-й гвардейской артиллерийской дивизии прорыва РГК в составе 60-й армии Центрального фронта | гвардии сержант                           | 13.08.1923 — 05.10.1943                      | [ БС 15 ] [ ГС 60 ] [ НЛ 52 ]   |
| 643   | Пономарёв Павел Елизарович                                               | 29.08.1939            | связисты     | командир отделения связи 603-го стрелкового полка 82-й стрелковой дивизии 1-й армейской группы | отделенный командир                       | 23.03.1904 — 16.08.1973                      | ——                              |
| 644   | Пономарёв Павел Иванович                                                 | 24.03.1945            | артиллерия   | начальник артиллерии 1233-го стрелкового полка 371-й стрелковой дивизии 5-й армии 3-го Белорусского фронта | капитан                                   | 1903 — 27.10.1944                            | [ БС 15 ] [ ГС 62 ] [ НЛ 53 ]   |
| 645   | Пономарёв Павел Сергеевич                                                | 22.02.1944            | артиллерия   | наводчик орудия артиллерийской батареи 307-го гвардейского стрелкового полка 110-й гвардейской стрелковой дивизии 37-й армии Степного фронта | гвардии красноармеец                      | 22.01.1924 — 1990                            | [ БС 15 ] [ ГС 63 ] [ НЛ 54 ]   |
| 646   | Пономарёв Пётр Тихонович                                                 | 15.01.1944            | артиллерия   | наводчик орудия артиллерийской батареи 334-го гвардейского стрелкового полка 120-й гвардейской стрелковой дивизии 3-й армии Белорусского фронта | гвардии красноармеец                      | 11.07.1924 — 26.10.1943                      | [ БС 16 ] [ ГС 64 ] [ НЛ 55 ]   |
| 647   | Пономарёв Сергей Алексеевич бел. Панамароў Сяргей Аляксеевіч             | 27.02.1945            | пехота       | старший адъютант батальона 446-го стрелкового полка 397-й стрелковой дивизии 61-й армии 1-го Белорусского фронта | капитан                                   | 31.12.1908 — 17.10.1968                      | [ БС 17 ] [ ГС 65 ] [ НЛ 56 ]   |
| 648   | Пономарёв Сергей Дмитриевич                                              | 24.03.1945            | артиллерия   | командир батареи 1325-го лёгкого артиллерийского полка 71-й лёгкой артиллерийской бригады 5-й гвардейской артиллерийской дивизии прорыва РГК в составе 53-й армии 2-го Украинского фронта | старший лейтенант                         | 05.07.1906 — 15.03.1991                      | [ БС 17 ] [ ГС 66 ] [ НЛ 57 ]   |
| 649   | Пономаренко Алексей Никифорович укр. Пономаренко Олексій Никифорович     | 25.03.1943            | авиация      | командир корабля 4-го гвардейского авиационного полка 62-й авиационной дивизии Авиации дальнего действия | гвардии лейтенант                         | 17.03.1914 — 21.04.1989                      | [ БС 17 ] [ ГС 67 ] [ НЛ 58 ]   |
| 650   | Пономаренко Аркадий Иосифович укр. Пономаренко Аркадій Йосипович         | 31.05.1945            | артиллерия   | командир 38-й гвардейской пушечной артиллерийской бригады 61-й армии 1-го Белорусского фронта | гвардии полковник                         | 16.09.1903 — 06.04.1963                      | [ БС 17 ] [ ГС 68 ] [ НЛ 59 ]   |
| 651   | Пономаренко Виктор Иванович укр. Пономаренко Віктор Іванович             | 13.09.1944            | танкист      | командир взвода танков Т-34 170-й танковой бригады 18-го танкового корпуса 5-й гвардейской танковой армии 2-го Украинского фронта | младший лейтенант                         | 05.08.1915 — 01.09.2005                      | [ БС 17 ] [ ГС 69 ] [ НЛ 60 ]   |
| 652   | Пономаренко Иван Самсонович                                              | 24.03.1945            | пехота       | командир пулемётного расчёта 830-го стрелкового полка 238-й стрелковой дивизии 50-й армии 2-го Белорусского фронта | красноармеец                              | 1922 — 27.08.1944                            | [ БС 17 ] [ ГС 70 ] [ НЛ 61 ]   |
| 653   | Пономаренко Илья Неофитович укр. Пономаренко Ілля Неофитович             | 22.07.1944            | авиация      | помощник по лётной подготовке и воздушному бою командира 51-го минно-торпедного авиационного полка 8-й минно-торпедной авиационной дивизии ВВС Балтийского флота | майор                                     | 02.06.1909 — 01.01.1953                      | [ БС 17 ] [ ГС 71 ] [ НЛ 62 ]   |
| 654   | Пономаренко Леонид Николаевич                                            | 21.07.1944            | пехота       | командир роты 381-го стрелкового полка 109-й стрелковой дивизии 21-й армии Ленинградского фронта | гвардии лейтенант                         | 18.03.1919 — 01.02.2014                      | [ БС 17 ] [ ГС 72 ] [ НЛ 63 ]   |
| 655   | Пономаренко Павел Андреевич укр. Пономаренко Павло Андрійович            | 13.09.1944            | пехота       | командир батальона 248-го стрелкового полка 31-й стрелковой дивизии 52-й армии 2-го Украинского фронта | капитан                                   | 1905 — 31.03.1944                            | [ БС 18 ] [ ГС 73 ] [ НЛ 64 ]   |
| 656   | Пономарчук Андрей Иванович укр. Пономарчук Андрій Іванович               | 23.10.1943            | пехота       | командир роты 569-го стрелкового полка 161-й стрелковой дивизии 40-й армии Воронежского фронта | лейтенант                                 | 1915 — 07.02.1944                            | [ БС 18 ] [ ГС 74 ] [ НЛ 65 ]   |
| 657   | Пономарчук Лаврентий Петрович укр. Пономарчук Лаврентій Петрович         | 24.03.1945            | артиллерия   | командир дивизиона 892-го артиллерийского полка 323-й стрелковой дивизии 33-й армии 1-го Белорусского фронта | майор                                     | 20.08.1921 — 11.03.2002                      | [ БС 18 ] [ ГС 75 ] [ НЛ 66 ]   |
| 658   | Пономарчук Степан Ефремович укр. Пономарчук Степан Єфремович             | 05.02.1940            | комиссар     | военком эскадрильи 5-го отдельного скоростного бомбардировочного авиационного полка 14-й армии | старший политрук                          | 26.03.1913 — 15.08.1998                      | [ БС 18 ] [ ГС 76 ] [ НЛ 67 ]   |
| 659   | Попков Александр Иванович                                                | 27.06.1945            | танкист      | старший механик-водитель ИСУ-152 262-го гвардейского тяжёлого самоходного артиллерийского полка 25-го танкового корпуса 3-й гвардейской армии 1-го Украинского фронта | гвардии лейтенант                         | 18.11.1913 — 13.10.1995                      | [ БС 18 ] [ ГС 77 ] [ НЛ 68 ]   |
| 660   | Попков Борис Захарович                                                   | 21.08.1964            | авиация      | лётчик-испытатель Новосибирского авиационного завода № 153 имени В. П Чкалова | полковник                                 | 10.07.1921 — 18.01.1987                      | ——                              |
| 661   | Попков Валерий Филиппович                                                | 21.04.1989            | пограничник  | командир экипажа вертолёта Ми-6 23-го отдельного авиационного полка Среднеазиатского пограничного округа пограничных войск КГБ СССР | капитан                                   | род. 24.03.1961                              | ——                              |
| 662   | Попков Василий Михайлович                                                | 22.02.1944            | инженер      | полковой инженер 276-го гвардейского стрелкового полка 92-й гвардейской стрелковой дивизии 37-й армии Степного фронта | гвардии капитан                           | 23.01.1905 — 13.04.1967                      | [ БС 20 ] [ ГС 80 ] [ НЛ 69 ]   |
| 663   | Попков Виталий Иванович                                                  | 08.09.1943 27.06.1945 | авиация      | командир звена 5-го гвардейского истребительного авиационного полка 207-й истребительной авиационной дивизии 3-го смешанного авиационного корпуса 17-й воздушной армии Юго-Западного фронта командир эскадрильи 5-го гвардейского истребительного авиационного полка 11-й гвардейской истребительной авиационной дивизии 2-го гвардейского штурмового авиационного корпуса 2-й воздушной армии 1-го Украинского фронта | гвардии младший лейтенант гвардии капитан | 01.05.1922 — 06.02.2010                      | [ БС 21 ] [ ГС 81 ] [ НЛ 70 ]   |
| 664   | Попков Фёдор Спиридонович                                                | 16.10.1943            | артиллерия   | командир орудийного расчёта 6-го артиллерийского полка 74-й стрелковой дивизии 13-й армии Центрального фронта | сержант                                   | 05.03.1919 — 28.06.1991                      | [ БС 21 ] [ ГС 82 ] [ НЛ 71 ]   |
| 665   | Поплавский Станислав Гилярович пол. Popławski Stanisław                  | 29.05.1945            | генерал      | командующий 1-й армией Войска Польского в составе войск 1-го Белорусского фронта | генерал-лейтенант                         | 22.04.1902 — 09.08.1973                      | [ БС 21 ] [ ГС 83 ] [ НЛ 72 ]   |
| 666   | Попов Александр Васильевич                                               | 22.10.1941            | авиация      | старший лётчик 29-го истребительного авиационного полка 31-й смешанной авиационной дивизии Западного фронта | младший лейтенант                         | 31.12.1919 — 03.09.1941                      | ——                              |
| 667   | Попов Александр Григорьевич                                              | 26.10.1943            | пехота       | начальник штаба 209-го гвардейского стрелкового полка 73-й гвардейской стрелковой дивизии 7-й гвардейской армии Степного фронта | гвардии майор                             | 24.12.1917 — 30.04.2004                      | [ БС 21 ] [ ГС 85 ] [ НЛ 73 ]   |
| 668   | Попов Александр Сергеевич                                                | 27.02.1945            | артиллерия   | командир батареи 1054-го артиллерийского полка 416-й стрелковой дивизии 5-й ударной армии 1-го Белорусского фронта | капитан                                   | 12.09.1921 — 22.03.1991                      | [ БС 21 ] [ ГС 86 ] [ НЛ 74 ]   |
| 669   | Попов Александр Фёдорович                                                | 15.05.1946            | авиация      | штурман эскадрильи 15-го гвардейского бомбардировочного авиационного полка 14-й гвардейской бомбардировочной авиационной дивизии 4-го гвардейского бомбардировочного авиационного корпуса 18-й воздушной армии | гвардии капитан                           | 27.09.1916 — 20.01.1985                      | [ БС 22 ] [ ГС 87 ] [ НЛ 75 ]   |
| 670   | Попов Алексей Павлович                                                   | 23.02.1945            | авиация      | командир звена 43-го гвардейского штурмового авиационного полка 230-й штурмовой авиационной дивизии 4-й воздушной армии 2-го Белорусского фронта | гвардии лейтенант                         | 17.03.1914 — 17.03.1993                      | [ БС 23 ] [ ГС 88 ] [ НЛ 76 ]   |
| 671   | Попов Анатолий Архипович                                                 | 28.04.1945            | артиллерия   | наводчик орудия 1429-го лёгкого артиллерийского полка 16-й артиллерийской дивизии прорыва РГК в составе войск 2-го Украинского фронта | сержант                                   | 12.01.1925 — 14.11.1958                      | [ БС 23 ] [ ГС 89 ] [ НЛ 77 ]   |
| 672   | Попов Анатолий Фёдорович                                                 | 04.02.1944            | авиация      | заместитель командира эскадрильи 47-го гвардейского авиационного полка дальних разведчиков Главного командования ВВС Красной Армии | капитан                                   | 26.12.1917 — 08.02.1991                      | [ БС 23 ] [ ГС 90 ] [ НЛ 78 ]   |
| 673   | Попов Андрей Андреевич                                                   | 24.03.1945            | артиллерия   | командир орудия 597-го артиллерийского полка 159-й стрелковой дивизии 5-й армии 3-го Белорусского фронта | старший сержант                           | 04.10.1914 — 25.06.1997                      | [ БС 23 ] [ ГС 91 ] [ НЛ 79 ]   |
| 674   | Попов Андрей Иванович                                                    | 13.04.1944            | авиация      | командир звена 65-го гвардейского истребительного авиационного полка 4-й гвардейской истребительной авиационной дивизии 1-го гвардейского истребительного авиационного корпуса 3-й воздушной армии 1-го Прибалтийского фронта | гвардии старший лейтенант                 | 22.01.1923 — 23.06.1944                      | [ БС 23 ] [ ГС 92 ] [ НЛ 80 ]   |
| 675   | Попов Андрей Кириллович                                                  | 13.03.1944            | авиация      | командир корабля 11-го гвардейского авиационного полка 9-й гвардейской авиационной дивизии 6-го авиационного корпуса Авиации дальнего действия | гвардии старший лейтенант                 | 30.09.1916 — 06.09.1976                      | [ БС 23 ] [ ГС 93 ] [ НЛ 81 ]   |
| 676   | Попов Андрей Фёдорович                                                   | 03.06.1944            | инженер      | сапёр 107-го отдельного сапёрного батальона 93-й стрелковой дивизии 57-й армии 3-го Украинского фронта | ефрейтор                                  | 25.06.1909 — 05.05.1947                      | [ БС 23 ] [ ГС 94 ] [ НЛ 82 ]   |
| 677   | Попов Борис Петрович                                                     | 25.07.1941            | танкист      | заместитель командира 55-го танкового полка 28-й танковой дивизии 12-го механизированного корпуса 8-й армии Северо-Западного фронта | майор                                     | 21.05.1903 — 23.06.1941                      | [ БС 23 ] [ ГС 95 ] [ НЛ 83 ]   |
| 678   | Попов Василий Андреевич                                                  | 06.12.1949            | авиация      | командир эскадрильи 53-го гвардейского истребительного авиационного полка 1-й гвардейской истребительной авиационной дивизии 54-го истребительного авиационного корпуса 30-й воздушной армии Прибалтийского военного округа, участник испытаний истребителя Ла-11 в условиях Крайнего Севера | гвардии капитан                           | 14.01.1918 — 27.08.2011                      | ——                              |
| 679   | Попов Василий Иванович                                                   | 24.03.1945            | пехота       | командир отделения 17-го гвардейского стрелкового полка 5-й гвардейской стрелковой дивизии 11-й гвардейской армии 3-го Белорусского фронта | гвардии сержант                           | 1925 — 04.08.1955                            | [ БС 25 ] [ ГС 97 ] [ НЛ 84 ]   |
| 680   | Попов Василий Лазаревич                                                  | 19.04.1945            | пехота       | помощник командира взвода 995-го стрелкового полка 263-й стрелковой дивизии 43-й армии 3-го Белорусского фронта | старший сержант                           | 23.11.1925 — 13.04.1945                      | [ БС 25 ] [ ГС 98 ] [ НЛ 85 ]   |
| 681   | Попов Василий Степанович                                                 | 10.04.1945            | генерал      | командующий 70-й армией 2-го Белорусского фронта | генерал-полковник                         | 08.01.1894 — 02.07.1967                      | [ БС 25 ] [ ГС 99 ] [ НЛ 86 ]   |
| 682   | Попов Геннадий Петрович                                                  | 07.03.1945            | морской флот | волновик 66-го отдельного отряда дымомаскировки и дегазации Днепровской военной флотилии | главный старшина                          | 07.11.1917 — 24.06.1976                      | [ БС 25 ] [ ГС 100 ] [ НЛ 87 ]  |
| 683   | Попов Георгий Васильевич                                                 | 17.11.1943            | артиллерия   | командир миномётной роты 1337-го стрелкового полка 318-й стрелковой дивизии 18-й армии Северо-Кавказского фронта | старший лейтенант                         | 14.04.1912 — 11.03.1968                      | [ БС 25 ] [ ГС 101 ] [ НЛ 88 ]  |
| 684   | Попов Георгий Евдокимович                                                | 08.09.1945            | пехота       | автоматчик 98-го отдельного пулемётного артиллерийского батальона 106-го укрепленного района 25-й армии 1-го Дальневосточного фронта | красноармеец                              | 1900 — 09.08.1945                            | [ БС 26 ] [ ГС 102 ] [ НЛ 89 ]  |
| 685   | Попов Георгий Тимофеевич                                                 | 05.11.1944            | авиация      | командир эскадрильи 47-го штурмового авиационного полка 11-й штурмовой авиационной дивизии ВВС Балтийского флота | старший лейтенант                         | 10.02.1919 — 26.01.1947                      | [ БС 27 ] [ ГС 103 ] [ НЛ 90 ]  |
| 686   | Попов Дмитрий Тимофеевич                                                 | 01.11.1943            | пехота       | командир батальона 550-го стрелкового полка 126-й стрелковой дивизии 51-й армии 4-го Украинского фронта | капитан                                   | 19.09.1918 — 16.02.1990                      | [ БС 27 ] [ ГС 104 ] [ НЛ 91 ]  |
| 687   | Попов Иван Анисимович                                                    | 27.02.1945            | артиллерия   | командир батареи 147-го гвардейского артиллерийско-миномётного полка 15-й гвардейской кавалерийской дивизии 7-го гвардейского кавалерийского корпуса 1-го Белорусского фронта | гвардии капитан                           | 12.09.1912 — 25.08.2001                      | [ БС 27 ] [ ГС 105 ] [ НЛ 92 ]  |
| 688   | Попов Иван Михайлович                                                    | 31.05.1945            | артиллерия   | наводчик орудия 35-го гвардейского кавалерийского полка 17-й гвардейской кавалерийской дивизии 2-го гвардейского кавалерийского корпуса 1-го Белорусского фронта | гвардии красноармеец                      | 02.09.1914 — 08.03.1990                      | [ БС 27 ] [ ГС 106 ] [ НЛ 93 ]  |
| 689   | Попов Иван Петрович                                                      | 17.10.1943            | пехота       | связной взвода пешей разведки 212-го гвардейского стрелкового полка 75-й гвардейской стрелковой дивизии 60-й армии Центрального фронта | гвардии младший сержант                   | 02.11.1923 — 22.09.1943                      | [ БС 27 ] [ ГС 107 ] [ НЛ 94 ]  |
| 690   | Попов Иван Степанович                                                    | 24.03.1945            | инженер      | командир отделения 270-го инженерно-сапёрного батальона 64-й инженерно-сапёрной бригады 8-й гвардейской армии 1-го Белорусского фронта | старший сержант                           | 29.03.1914 — 21.03.1985                      | [ БС 27 ] [ ГС 108 ] [ НЛ 95 ]  |
| 691   | Попов Константин Ильич                                                   | 26.08.1970            | артиллерия   | командиру зенитно-ракетного дивизиона 86-й зенитно-ракетной бригады 18-й особой зенитно-ракетной дивизии ПВО | подполковник                              | 26.09.1926 — 19.02.2015                      | ——                              |
| 692   | Попов Леонид Иванович                                                    | 11.10.1980 22.05.1981 | космонавт    | командир экипажа космического корабля «Союз-35» и орбитального научно-исследовательского комплекса «Салют-6» — «Союз-35» — «Союз-37» командир экипажа космического корабля «Союз-40» и орбитального научно-исследовательского комплекса «Салют-6» — «Союз Т-4» — «Союз-40» | подполковник полковник                    | род. 31.08.1945                              | ——                              |
| 693   | Попов Леонид Ильич                                                       | 10.01.1944            | артиллерия   | наводчик орудия 1010-го артиллерийского полка 241-й стрелковой дивизии 27-й армии Воронежского фронта | младший сержант                           | 02.07.1905 — 18.11.1943                      | [ БС 29 ] [ ГС 111 ] [ НЛ 96 ]  |
| 694   | Попов Маркиан Михайлович                                                 | 07.05.1965            | генерал      | военный инспектор-советник Группы генеральных инспекторов Министерства обороны СССР | генерал армии                             | 15.11.1902 — 22.04.1969                      | ——                              |
| 695   | Попов Михаил Николаевич                                                  | 24.03.1945            | пехота       | командир взвода 1030-го стрелкового полка 260-й стрелковой дивизии 47-й армии 1-го Белорусского фронта | лейтенант                                 | 20.10.1924 — 20.11.2001                      | [ БС 29 ] [ ГС 113 ] [ НЛ 97 ]  |
| 696   | Попов Михаил Романович                                                   | 21.07.1944            | пехота       | стрелок 300-го гвардейского стрелкового полка 99-й гвардейской стрелковой дивизии 7-й армии Карельского фронта | гвардии красноармеец                      | 02.12.1925 — 26.07.1947                      | [ БС 29 ] [ ГС 114 ] [ НЛ 98 ]  |
| 697   | Попов Николай Антонович                                                  | 20.12.1943            | пехота       | автоматчик 104-го гвардейского стрелкового полка 36-й гвардейской стрелковой дивизии 57-й армии Степного фронта | гвардии ефрейтор                          | 07.02.1922 — декабрь 1943 (пропал без вести) | [ БС 29 ] [ ГС 115 ] [ НЛ 99 ]  |
| 698   | Попов Николай Захарович                                                  | 17.11.1939            | артиллерия   | командир орудия 175-го артиллерийского полка 36-й мотострелковой дивизии 1-й армейской группы | отделенный командир                       | 03.06.1915 — 08.07.1939                      | ——                              |
| 699   | Попов Николай Иванович                                                   | 06.04.1945            | инженер      | огнемётчик 41-го отдельного батальона ранцевых огнемётов 2-й штурмовой инженерной сапёрной бригады РГК в составе 8-й гвардейской армии 1-го Белорусского фронта | красноармеец                              | 05.06.1925 — 05.02.1973                      | [ БС 29 ] [ ГС 117 ] [ НЛ 100 ] |
| 700   | Попов Николай Ильич                                                      | 10.01.1943            | пехота       | командир расчёта противотанкового ружья роты противотанковых ружей 202-го гвардейского стрелкового полка 68-й гвардейской стрелковой дивизии 4-й гвардейской армии Воронежского фронта | гвардии сержант                           | 1912 — 28.08.1943                            | [ БС 29 ] [ ГС 118 ] [ НЛ 101 ] |
| 701   | Попов Николай Исаакович                                                  | 15.05.1946            | авиация      | командир эскадрильи 724-го штурмового авиационного полка 300-й штурмовой авиационной дивизии 9-го штурмового авиационного корпуса 16-й воздушной армии 1-го Белорусского фронта | капитан                                   | 13.02.1920 — 23.09.2000                      | [ БС 30 ] [ ГС 119 ] [ НЛ 102 ] |
| 702   | Попов Николай Михайлович                                                 | 17.10.1943            | пехота       | командир отделения взвода противотанковых ружей 1031-го стрелкового полка 280-й стрелковой дивизии 60-й армии Центрального фронта | младший сержант                           | 08.06.1925 — 23.08.1995                      | [ БС 30 ] [ ГС 120 ] [ НЛ 103 ] |
| 703   | Попов Николай Фёдорович                                                  | 29.06.1945            | комиссар     | парторг батальона 340-го стрелкового полка 46-й стрелковой дивизии 2-й ударной армии 2-го Белорусского фронта | младший лейтенант                         | 03.12.1905 — 26.01.1945                      | [ БС 30 ] [ ГС 121 ] [ НЛ 104 ] |

| Навигационная таблица | Навигационная таблица                 |
| --------------------- | ------------------------------------- |
| «П»                   | Павкин Иван — Пантелеев Лев           |
| «П»                   | Пантелькин Анатолий — Перелёт Алексей |
| «П»                   | Перепелица Александр — Петрушин Иван  |
| «П»                   | Петрюк Василий — Плетенской Павел     |
| «П»                   | Плетнёв Пётр — Половинкин Александр   |
| «П»                   | Половинкин Валентин — Попов Николай   |
| «П»                   | Попов Павел — Просолов Иван           |
| «П»                   | Просяник Емельян — Пятяри Иван        |